# 센주 (프랑스)

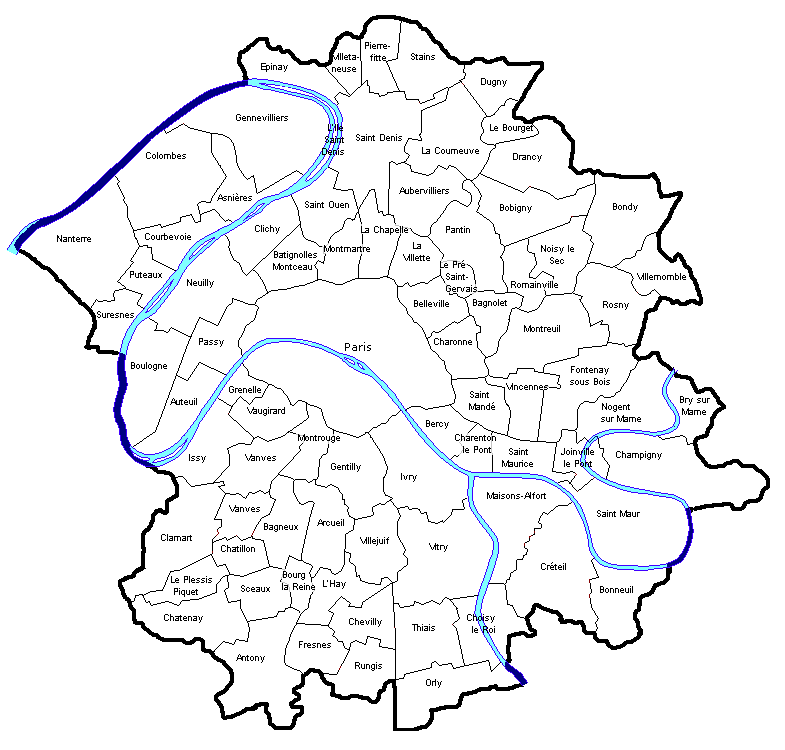
1860년 이전의 센주

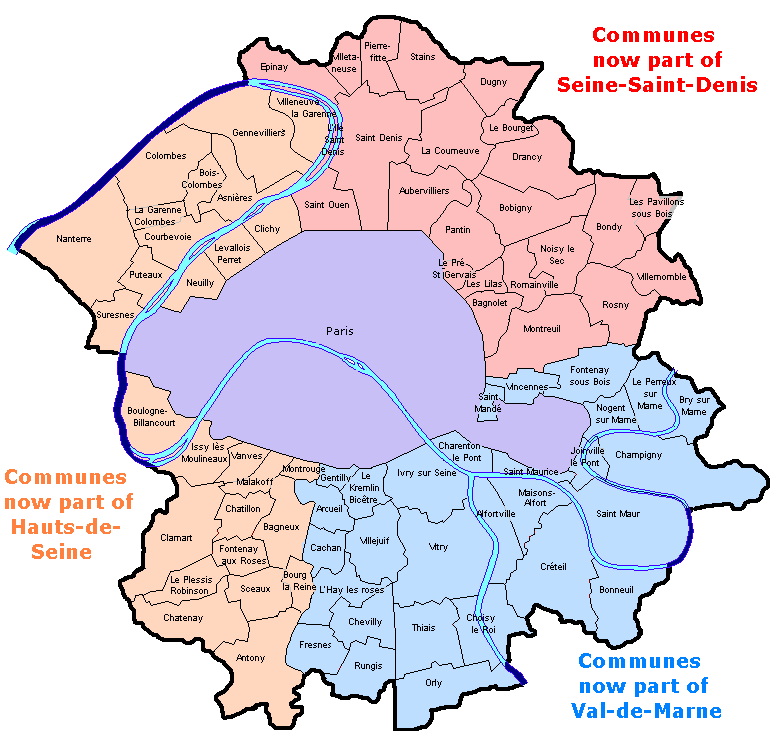
1929년부터 1968년까지 센주에 있던 코뮌들

센주(프랑스어: Seine)는 과거 프랑스에 존재했던 주로 주도는 파리이며 주 번호는 75, 면적은 480km2, 인구는 5,700,754명(1968년 당시 기준)이다.
1790년 3월 4일에 파리주(Paris)라는 이름으로 신설되었으며 1795년에 주 이름을 센주(Seine)로 바꿨다. 주 이름은 센강에서 유래된 이름이다. 1929년부터 1968년까지 81개 코뮌을 관할했다. 1968년 1월 1일을 기해 파리(1개 코뮌), 오드센주(27개 코뮌), 센생드니주(24개 코뮌), 발드마른주(29개 코뮌) 4개 주로 나뉘면서 폐지되었다.

## 같이 보기
- 프랑스의 데파르트망